# Luftfarkost

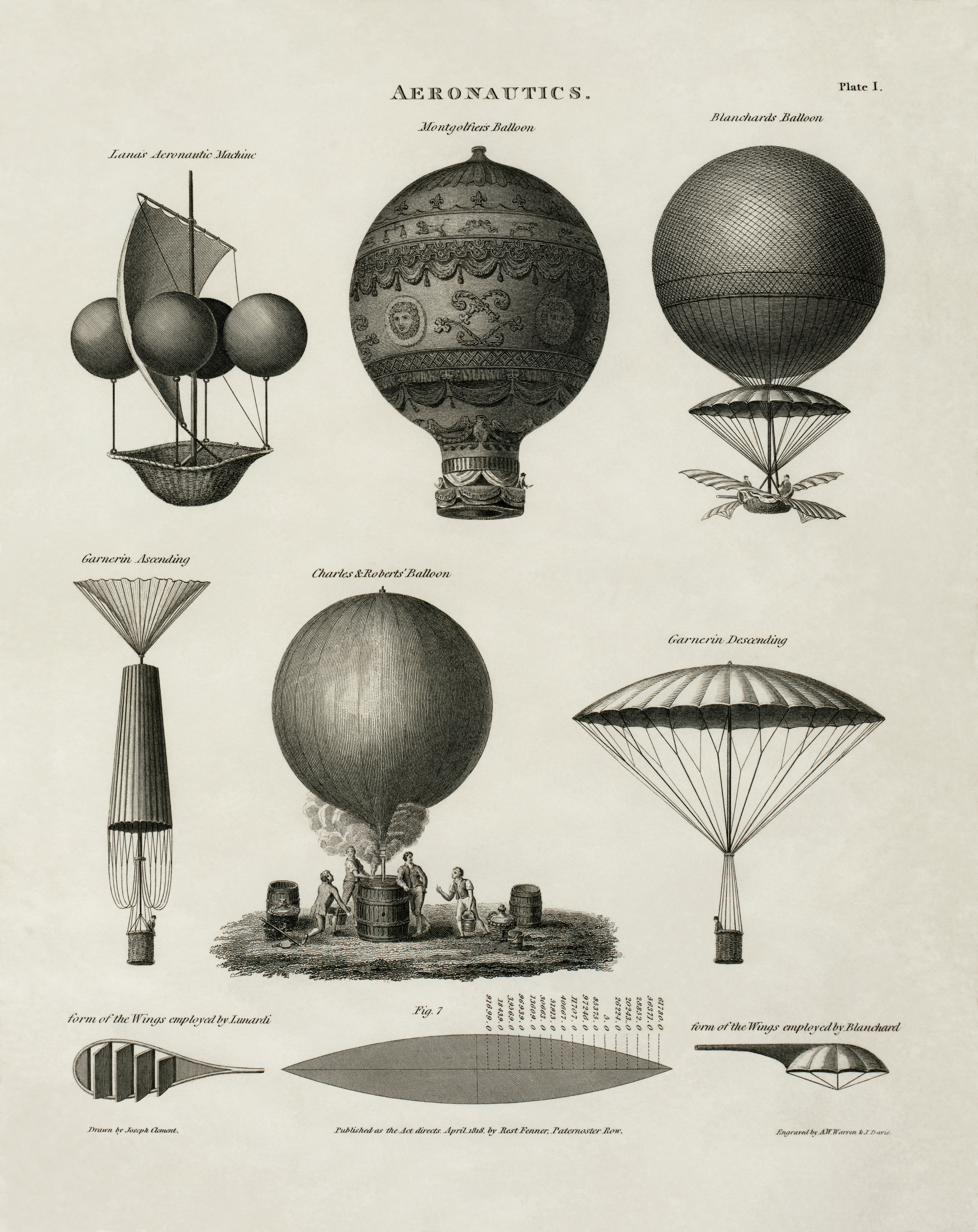
I början av 1800-talet, när man fortfarande experimenterade med luftballonger, fanns många idéer hur en framtida luftfarkost skulle se ut.

Luftfarkost eller luftfartyg, även flygfarkost, kallas alla farkoster som används till luftfart. Luftfartyg är den benämning som används inom det civila flyget, enligt Luftfartsstyrelsens definitionssamling, medan statsluftfartyg är benämningen på dem som disponeras direkt av en statsmakt för icke-kommersiella syften (till exempel regeringsplan och militärflyg).

## Olika typer
Luftfarkoster indelas i två grupper, aerostater, som får statisk lyftkraft genom sitt innehåll (särskild lätt gas eller varm luft som är lättare än omgivande luft), och aerodyner, som erhåller lyftkraft då de eller några delar av farkosterna (till exempel rotorer) rör sig relativt den omgivande luften. För att kunna lyfta någon nettolast måste den lyftgenererande delen på en aerostat ha lägre densitet än den omgivande luften, därav benämningen "lättare än luft". Klassen aerodyner benämns ofta som "tyngre än luft" även om ordet aerodyn inte säger något om densitet, utan just har med rörelse att göra, då ändelsen dyn är språkligt närbesläktat med dynamisk.
Inom dessa huvudgrupper sker ytterligare en uppdelning i motordrivna och icke motordrivna.
Farkoster som utnyttjar markeffekten för att kunna färdas i luften utan markkontakt brukar däremot inte räknas som luftfartyg, vilket framgår av Luftfartsstyrelsens definition på luftfartyg: "Anordning som kan erhålla bärkraft i atmosfären genom luftens reaktioner med undantag av dess reaktioner mot jordytan".

## Olika ord
Orden luftfarkost och luftfartyg syftar ofta på samma sak. Det senare ordet är mer använt i juridiska sammanhang.

## Aerostater

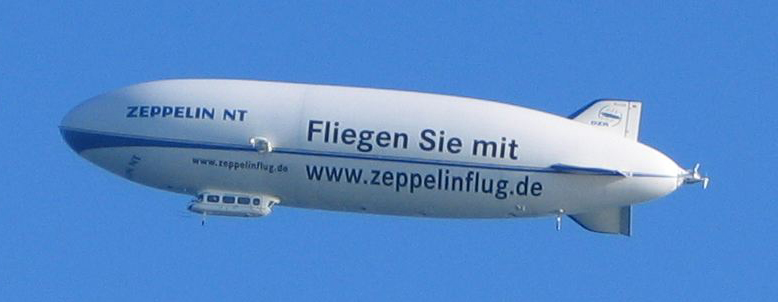
Luftskepp

- Motordrivna
  - Luftskepp
- Icke motordrivna
  - Luftballong

## Aerodyner

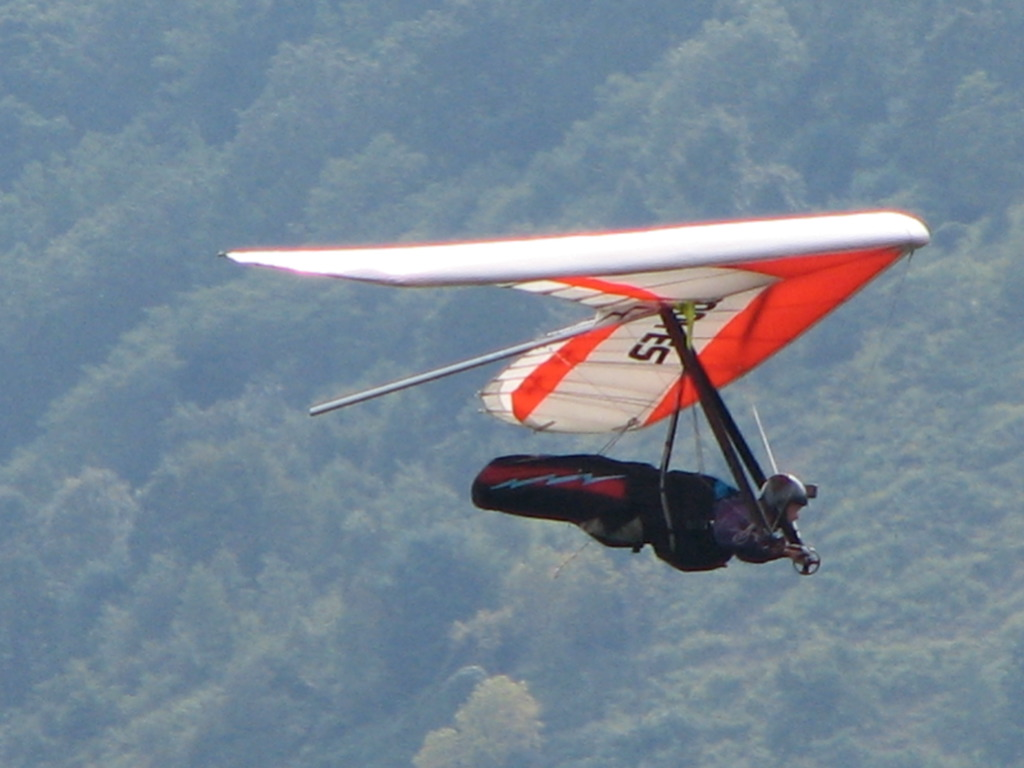
Hängflygare i Pennsylvania.

- Motordrivna (flygmaskiner)
  - Flygplan
  - Autogiro
  - Helikopter
  - Ornithopter
  - Paramotor

- Icke motordrivna
  - Flygskärm
  - Hängflygare
  - Glidflygplan
  - Segelflygplan

## Flygplan
Flygplanen indelas vanligen i:
- landflygplan
- sjöflygplan
- amfibieflygplan

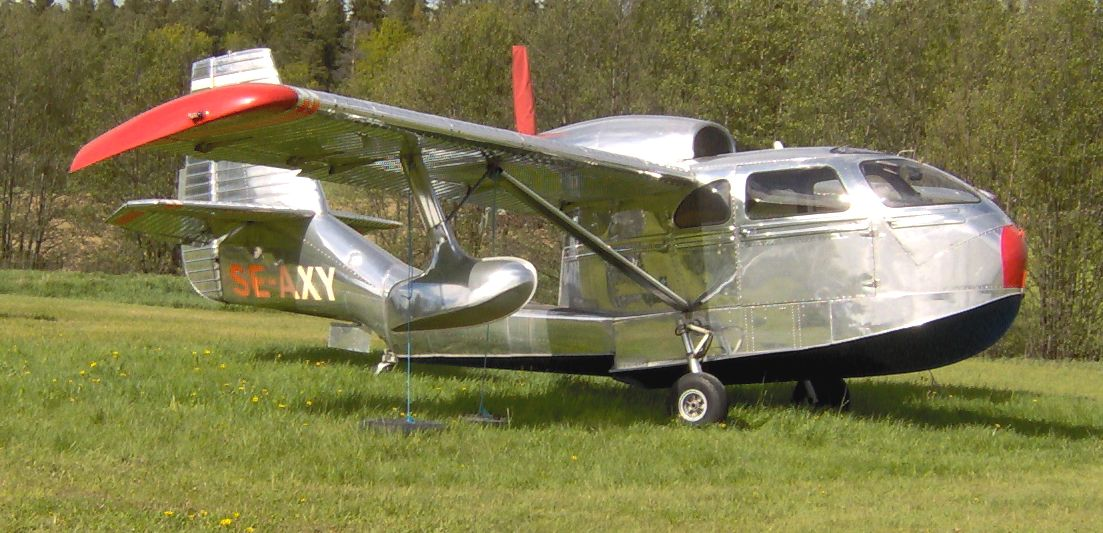
Amfibieflygplanet Republic RC-3 Seabee från 1947

dessa delas i sin tur efter antalet motorer:
- enmotoriga
- flermotoriga

samt efter antalet vingplan:
- monoplan
- biplan
- triplan

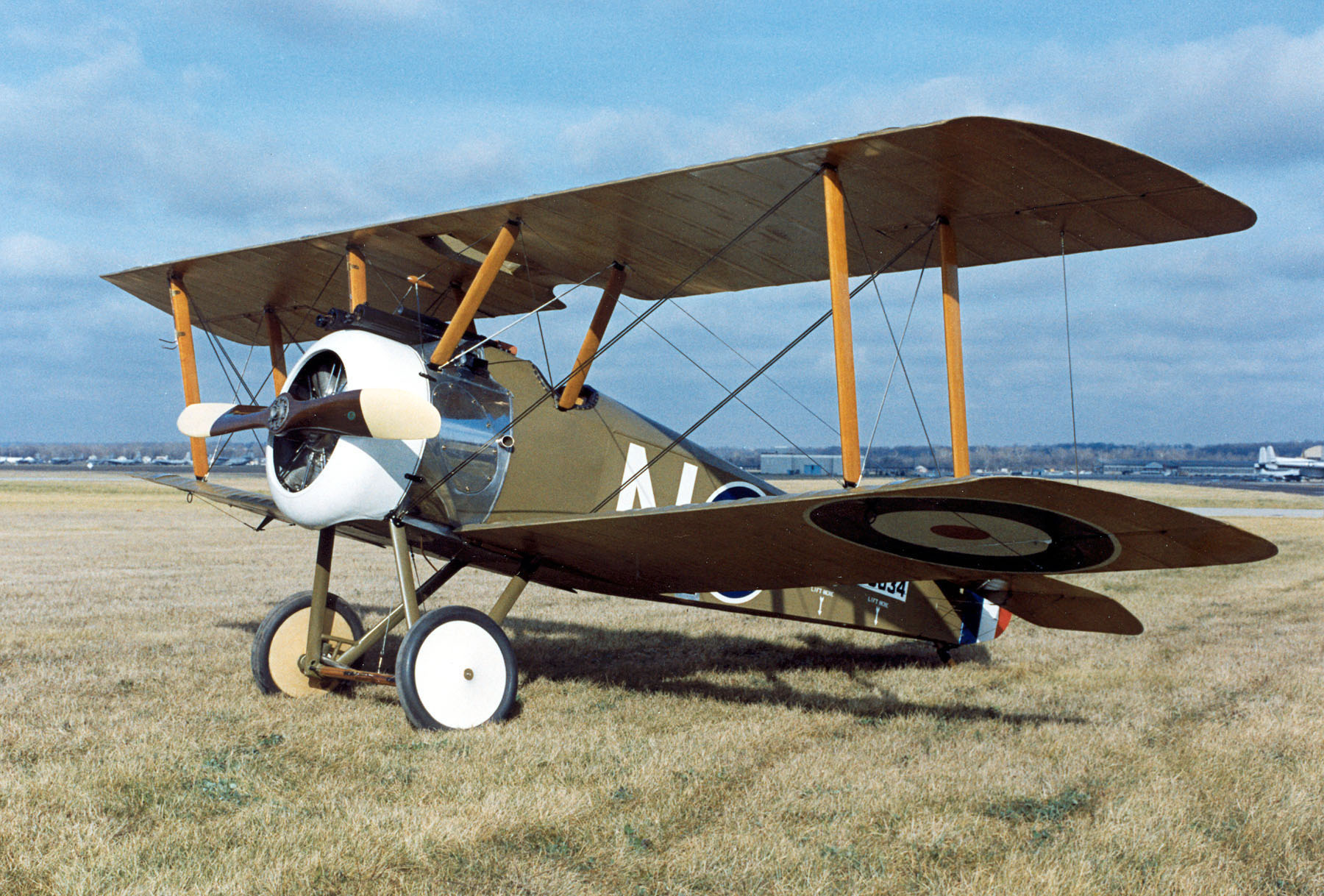
Biplan. Reproduktion av Sopwith Camel

och monoplan slutligen efter placeringen av vingarna:
- högvingat
- mittvingat
- lågvingat

## Luftfartygsregister
Enligt internationell överenskommelse skall alla civila luftfarkoster ges en identitet i register, som förs av den nation luftfartyget är hemmahörande i, ett så kallat luftfartygsregister.
För militära luftfartyg gäller särskilda regler.